# 연안 이씨
연안 이씨(延安 李氏)는 황해남도 연안군을 본관으로 하는 한국의 성씨이다.

## 시조
시조 이무(李茂)는 당(唐)나라 고종(高宗) 때 중랑장(中郞將)을 지내다가 660년(신라 태종무열왕 7) 나당(羅唐) 연합군 대총관 소정방(蘇定方)의 부장(副將)이 되어 신라에 들어와 백제를 평정(平定)하는데 공(功)을 세워 연안후(延安侯)에 봉해졌고, 그 후 신라에 귀화하여 살게 되었다고 한다. 후손들이 시조가 식읍(食邑)으로 하사(下賜)받은 연안(延安)을 본관(本貫)으로 삼게 되었다고 한다. 그러나 상계(上系)가 실전(失傳)되고 문헌이 없어 선계를 고증할 수 없다.

## 기세조
계보는 실전되어 정확한 계대(繼代)를 알지 못하여 후손들은 고려시대에 10개파가 생겼다. 소부감판사공파(小府監判事公派) 이현려(李賢呂), 태자첨사공파(太子詹事公派) 이습홍(李襲洪), 대장군공파(大將軍公派) 이송(李松), 통례문부사공파(通禮門副使公派) 이지(李漬), 예부상서공파(禮部尙書公派) 이해(李核), 이부시랑공파(吏府侍郞公派) 이분양(李汾陽), 전법판서공파(典法判書公派) 이방(李昉), 밀직부사공파(密直副使公派) 이득량(李得良), 판도정랑공파(版圖正郞公派) 이백연(李伯衍), 영광군사공파(靈光郡事公派) 이계연(李季衍)을 중시조로 하여 각각 기일세(起一世)하고 있다. 문헌이 전해지지 않아 이들 계파는 시조와의 세계는 물론 각 파조들 간의 세대관계도 모른다.

## 역사
조선시대 정승 9명, 대제학 7명, 청백리 7명, 종묘배향공신 2명을 배출하였다. 문과 급제자는 255명을 배출하여 전체 8위이며 이(李)씨 중에는 전주 이씨 다음으로 많다. 조선 후기에는 비변사 당상자리를 17명이나 배출하였다. 

## 분파
- 소부감판사공파(小府監判事公派) - 이현려(李賢呂)
- 태자첨사공파(太子詹事公派) - 이습홍(李襲洪)
  - 별제공파(別提公派)
  - 금성공파(金城公派)
  - 이천공파(伊川公派)
  - 소윤공파(少尹公派)
  - 판관공파(判官公派)
  - 진위공파(振威公派)
  - 경주공파(慶州公派)
  - 별좌공파(別坐公派)
  - 재령공파(載寧公派)
  - 사평공파(司評公派)
  - 삼척공파(三陟公派)
  - 내의정공파(內醫正公派)
  - 현령공파(縣令公派)
  - 전주공파(全州公派)
  - 장령공파(掌令公派)
  - 진사공파(進士公派)
  - 참봉공파(參奉公派)
- 대장군공파(大將軍公派) - 이송(李松)
- 통례문부사공파(通禮門副使公派) - 이지(李漬)
- 예부상서공파(禮部尙書公派) - 이해(李核)
- 이부시랑공파(吏府侍郞公派) - 이분양(李汾陽)
- 전법판서공파(典法判書公派) - 이방(李昉)
- 밀직부사공파(密直副使公派) - 이득량(李得良)
- 판도정랑공파(版圖正郞公派) - 이백연(李伯衍)
- 영광군사공파(靈光郡事公派) - 이계연(李季衍)

## 항렬자

### 첨사공파 중 이천공파
| 16세   | 17세     | 18세          | 19세          | 20세     | 21세     | 22세   | 23세     | 24세   | 25세     | 26세   | 27세     | 28세   | 29세              | 30세          | 31세     | 32세   | 33세     | 34세   | 35세     | 36세   | 37세     | 38세   | 39세     | 40세   | 41세     | 42세   | 43세     |
| ------ | -------- | ------------- | ------------- | -------- | -------- | ------ | -------- | ------ | -------- | ------ | -------- | ------ | ----------------- | ------------- | -------- | ------ | -------- | ------ | -------- | ------ | -------- | ------ | -------- | ------ | -------- | ------ | -------- |
| 선(善) | 口배(培) | 만(萬) 사(師) | 경(景) 지(之) | 口연(延) | 口덕(德) | 중(重) | 口구(九) | 병(炳) | 口녕(寧) | 의(義) | 口희(熙) | 용(庸) | 口택(澤) 口신(新) | 정(廷) 성(聖) | 口규(揆) | 교(敎) | 口숙(肅) | 연(演) | 口경(卿) | 진(振) | 口면(冕) | 남(南) | 口동(東) | 재(載) | 口유(猷) | 성(成) | 口원(遠) |

## 왕실과의 인척 관계

### 고려
- 고종의 사위(고종의 서녀) 이습

### 조선
- 익양군(성종의 서자) 사위 이정수
- 운천군(성종의 서자) 사위 이경종

## 인구
- 1985년 30,274가구 126,569명
- 2000년 44,799가구 145,440명
- 2015년 164,036명